# Léopardins
Les Léopardins, appelés aussi « Assemblée de Saint-Marc » ou « Faction des 85 », sont les élus membres de l’Assemblée autoproclamée qui tentèrent de résister aux réformes de la Révolution française, en se prétendant au-dessus du Gouverneur général, puis débarquèrent en France via un voyage à bord du navire militaire "Le Léopard" pour tenter d'y imposer la Sécession de Saint-Domingue. Les « Léopardins » avaient été précédés par le Club de l'hôtel de Massiac, comme eux inquiets des projets de donner plus de libertés aux mulâtres ou aux noirs.

## Histoire
Les 25 mars 1790 et 15 avril, les députés élus des trois provinces du Nord, de l'Ouest et du Sud, furent convoqués à Saint-Marc, sous la présidence de Thomas Millet, pour créer une nouvelle « Assemblée Générale de la Partie française de Saint-Domingue ». C'est surtout l'assemblée de l'ouest qui répond à l'appel, celle du nord se maintenant pour rester « légaliste », comme le souhaitaient les vieilles et grandes familles y siégeant. La nouvelle « Assemblée générale de la partie française de Saint-Domingue », dite « de Saint-Marc », a très vite pour mission principale, dans l'esprit de ses électeurs, d'empêcher l'application du décret du 15 mai 1790, qui était alors préparé en France par la Constituante, pour accorder aux gens de couleur (mulâtres) l'égalité des droits politiques avec les Blancs. Thomas Millet, successivement président puis vice-président, proposa une  motion permettant de contraindre tous les blancs qui épouseraient une femme de couleur, à prendre un nom africain.
Après avoir publié le 28 mai 1790 ses propres lois constitutionnelles sur la colonie, « l'Assemblée de Saint-Marc » décida d'ouvrir les ports de la colonie aux étrangers, ce qui va à l'encontre des lois de l'exclusif commercial toujours en vigueur dans le Royaume. Elle fit savoir que Saint-Domingue devait être indépendante. Plusieurs affrontements sanglants ont alors lieu entre partisans de cette assemblée, appelés « Pompons rouges », et les représentants du roi, menés par le gouverneur Antoine de Thomassin de Peynier et le colonel Mauduit et nommés "Pompons blancs", en raison des épinglettes blanches qu'ils attachaient sur les poches de leurs chemises.
Le 30 juin 1790, les troupes loyalistes attaquèrent l'Assemblée de l'Ouest. Quelques sympathisants des « pompons rouges » tentant de partir en France pour faire valoir leur point de vue auprès des révolutionnaires sont interceptés, à peine arrivés dans port de Saint-Marc, puis jetés en prison. Dans la nuit du 29 au 30 juillet 1790, le gouverneur Antoine de Thomassin de Peynier fait disperser les députés de l'"Assemblée de Saint-Marc".
Un groupe de 85 élus de cette assemblée "s’emparèrent du bâtiment d’état Le Léopard, le 7 août 1790, après en avoir séduit l’équipage qui s’était mutiné". Ils naviguèrent à destination de la métropole et de Paris pour y faire valoir les intérêts des colons de Saint-Domingue lors de la Révolution française. Lorsque le navire réquisitionnés par les "Léopardins" arrive en rade de Brest après avoir traversé l'Océan[Lequel ?], le conseil municipal de la ville, impressionné par le fait que quasiment tous les élus de l'assemblée étaient à bord du navire, leur envoya une délégation. Dans la foulée, ils obtiennent un soutien financier de la part d'un négociant de Dunkerque, sous la forme d'une somme de 400 000 francs.
L'assemblée nationale accepta de les auditionner, mais décida cependant le 12 octobre de dissoudre l'assemblée de Saint-Marc.
Parmi les "Léopardins", Thomas Millet, planteur de café, René-Ambroise Deaubonneau, député de Petit-Goâve à l'Assemblée coloniale, qui fut l’un des fondateurs de l’Assemblée dite "de Saint Marc "et le président de cette assemblée, Paul de Cadush ou encore le colonel Jean-Jacques Bacon de La Chevalerie qui fut également président de cette assemblée, et avait joué auparavant, par ailleurs, un rôle dans le développement de la franc-maçonnerie.

## Chronologie
- 1778, les mariages inter-raciaux interdits en métropole
- 3 décembre 1784, ordonnance royale pour l'amélioration du sort des esclaves
- 19 février 1788, la Société des amis des Noirs fondée à Paris
- 15 juillet 1789, première assemblée des « colons résidant à Paris » réunie par Louis Marthe de Gouy d'Arsy
- 20 août 1789, le Club de l'hôtel de Massiac fondé à Paris.
- 26 juillet 1789, arrivée d'un nouveau gouverneur Philippe François Rouxel de Blanchelande.
- 26 octobre 1789, formation d'une assemblée coloniale au Nord[8].
- 11 janvier 1790, adresse de la Société des amis des Noirs contre la Traite négrière.
- 17 janvier 1790, Jean-Jacques Bacon de La Chevalerie nommé capitaine-général des troupes nationales à Saint-Domingue.
- 27 février 1790, trois assemblées coloniales de Saint-Domingue exclusivement composées de blancs, ont été élues, pour le sud, le nord et l'ouest.
- 3 mars 1790, adresse du négoce du Havre contre l'abolition de l'esclavage[8].
- 28 mars 1790, décret à Paris ouvrant la représentation sans discrimination de couleur (aux propriétaires): l’assemblée coloniale s’oppose à sa diffusion, malgré un amendement de Médéric Louis Élie Moreau de Saint-Méry lui laissant un pouvoir de décision[3], et revendique l’autonomie.
- 25 mars 1790, une "Assemblée de Saint-Marc" (futurs "Léopardins") se réunit[8].
- 14 avril 1790, l'"Assemblée de Saint-Marc" veut remplacer l’assemblée coloniale, jugée trop molle, en invoquant des ordres du roi.
- avril 1790, premiers émissaires envoyés par cette "assemblée de Saint-Marc" à la Jamaïque[9].
- 15 mai 1790, décret de la Constituante parisienne accordant aux mulâtres l'égalité des droits politiques avec les Blancs.
- 15 mai 1790, l'"Assemblée de Saint-Marc" vote "les bases constitutionnelles de Saint-Domingue[8].
- 20 juillet 1790, l'"Assemblée de Saint-Marc" ouvre les ports au commerce étranger[8].
- nuit du 29 au 30 juillet 1790, le gouverneur fait disperser "l'Assemblée de Saint-Marc".
- 7 août 1790, révolte des "Léopardins", appelés aussi "Faction des 85"[1], soit la totalité de l’Assemblée "de Saint Marc". Ils réquisitionnent le navire militaire Le Léopard pour se rendre en métropole.
- 25 septembre 1790, article de Léger-Félicité Sonthonax pour l'abolition.
- 12 octobre, l'assemblée nationale dissout "l'assemblée de Saint-Marc"[10].
- 23 octobre 1790, Jacques-Vincent Ogé débarque au Cap d’un navire américain, avec des munitions de guerre, il équipe 250 à 300 hommes pour exiger l’application du décret. Son arrivée de Paris a été dénoncée par le «club de l'hôtel de Massiac».
- 29 octobre 1790, Ogé et Jean-Baptiste Chavannes battent d’abord M. de Vincens avec 500 hommes, puis sont battus par le colonel Cambefort avec 1 500 hommes, réfugiés dans la partie espagnole, ils sont livrés au gouverneur Philippe François Rouxel de Blanchelande.
- 7 novembre 1790 l'assemblée coloniale du nord accusée de jeter de l'huile sur le feu en votant un texte de défiance envers les progressistes noirs[1].
- novembre 1790, Pierre Venant de Charmilly écrit à William Pitt pour lui demander de venir au secours de la colonie[11].
- janvier 1791: Philippe François Rouxel de Blanchelande, cède son poste de gouverneur à Philippe François Rouxel de Blanchelande.
- 25 février 1791, Ogé et Chavannes suppliciés jusqu’à ce que mort s’ensuive. L'affaire fait grand bruit et amène la Constituante à réexaminer la situation en mai.
- 14 août 1791, Bois-Caïman, les esclaves décident la révolte, menés par Boukman, Jean-François et Biassou.
- 24 août 1791, l'assemblée coloniale, menée par Paul de Cadush, dépêche un émissaire à la Jamaïque, et bloque les bateaux à destination de la France[11], ayant fait le choix de demander en priorité de l'aide à l'Angleterre, jugée moins incertaine que la Métropole.
- 19 septembre 1791, les nouveaux commissaires civils arrivent, menés par Ignace-Frédéric de Mirbeck.
- 24 septembre 1791, décret à Paris, donnant à l'Assemblée coloniale le droit  de statuer sur le régime intérieur de la colonie[12]. La constituante révoque le décret du 15 mai 1790 qui accordait aux mulâtres l'égalité.
- 12 octobre 1791, les commissaires civils dissolvent l'Assemblée coloniale[8].
- 29 novembre 1791, Ignace-Frédéric de Mirbeck officiellement commissaire civil à Saint-Domingue
- 5 décembre 1791, Ignace-Frédéric de Mirbeck annonce une amnistie générale. Les chefs noirs proposent la paix contre des affranchissements[8].
- 1er avril 1792, Ignace-Frédéric de Mirbeck revient en France réclamer des renforts
- 4 avril 1792, Paris accorde la pleine citoyenneté à tous les libres de couleur.
- 29 avril 1792, Léger-Félicité Sonthonax désigné comme l’un des trois commissaires civils
- 10 août 1792, prise des Tuileries
- 10 août 1792, Pierre-Victor Malouët et Pierre Venant de Charmilly partent en Angleterre[13]
- septembre 1792, Paul de Cadush, les généraux Lussan et de Montesquiou-Fezençac, destitués par les commissaires civils Sonthonax et Polvérel, arrivent à Kingston, parfois avec leurs esclaves.
- 12 décembre 1792, Adam Williamson, gouverneur de la Jamaïque, soumet à autorisation les débarquements en Jamaïque[14].
- février 1793, guerre à l’Angleterre et l’Espagne à la suite de l’exécution de Louis XVI
- 21 juin 1793, Léger-Félicité Sonthonax proclame la liberté à tous les esclaves qui se battraient pour la République.
- 3 septembre 1793, Pierre Venant de Charmilly signe avec Adam Williamson la «capitulation de la grande Anse»
- 19 février 1794, Traité de Whitehall entre les Anglais et les colons de Saint-Domingue